# Drottning Lovisa Ulrika (1745)
Drottning Lovisa Ulrika var ett svenskt 70-kanoners linjeskepp, byggt 1745 av Fries i Stockholm. Hon deltog i sjötågen 1757 samt 1789–90, men gick sistnämnda året förlorat vid utbrytningen ur Viborgska viken under Gustav III:s ryska krig. Jämte Hedvig Elisabet Charlotta blev hon prejad och slogs sönder mot ett grund, deras vrak påträffades 200 år senare liggande på botten. Cirka trettio örlogsskepp förliste under slaget.